# الحناجیر
ال حناجیر یک منطقهٔ مسکونی در یمن است که در استان صنعا واقع شده‌است.